# 环十一烷
环十一烷 是一种环烷烃，有一个十一元环。 它是一种烷烃 ，因为它只由碳和氢组成，且只有单键。 它的化学式是 C11H22，每个碳原子都和两个氢原子结合。 环十一烷稳定，但会在足够的热能下燃烧。
人们已经提出了环十一烷的变体，例如双环十一烷可用于电子电路的导体。 